# Elifaz
Al llibre del Gènesi, capítol trenta-sis, Elifaz (en hebreu אֱלִיפָז בן-עֵשָׂו Ĕlîphaz ben Ēśāw) és el fill d'Esaú amb la dona hitita Adà, filla d'Elcon. Va succeir el seu pare com a rei dels edomites.
Segons la tradició jueva explicada al Midraix, quan Jacob va fugir de casa del seu pare Isaac, Esaú va enviar Elifaz a perseguir i matar el seu oncle. Quan el va atrapar, Jacob va donar-li totes les seves pertinences a canvi de la vida. Elifaz va acceptar els presents i va deixar viure el seu oncle.
Després de la mort del seu avi Isaac, va emigrar amb el seu pare cap a les terres de Seir. Allà Elifaz va tenir els seus fills:
- Teman, primogènit i últim rei hereditari dels edomites
- Omar
- Sefó
- Gatam
- Quenaz, de qui descendirien els quenazites.

De la seva concubina Timnà, en nasqué:
- Amalec, pare i patriarca dels amalequites
- Timnà.